# Lannilis
Lannilis är en kommun i departementet Finistère i regionen Bretagne i västra Frankrike. Kommunen ligger i kantonen Lannilis som tillhör arrondissementet Brest. År 2022 hade Lannilis 5 712 invånare.

## Befolkningsutveckling
Antalet invånare i kommunen Lannilis
Referens:INSEE